# Rhodacarellus unicus
Rhodacarellus unicus är en spindeldjursart som beskrevs av Wolfgang Karg 2000. Rhodacarellus unicus ingår i släktet Rhodacarellus och familjen Rhodacaridae. Inga underarter finns listade i Catalogue of Life.